# Thoche
Thoche (en népalais : थोचे) est un comité de développement villageois du Népal situé dans le district de Manang. Au recensement de 2011, il comptait 382 habitants.